# Karol Szpalski
Karol Szpalski właśc. Karol Spielman (ur. 19 sierpnia 1908 w Tarnowie, zm. 25 stycznia 1963 w Brukseli) – polski satyryk i pisarz

## Życiorys
Był z wykształcenia prawnikiem. W latach 1945–1956 publikował w krakowskim Przekroju. W 1956 roku wraz z Lidią Wysocką oraz Kazimierzem Pawłowskim kabaret literacko-artystyczny „Wagabunda”, w którym pełnił funkcje kierownika artystycznego oraz reżysera.
Tworzył fraszki (w tym erotyki), wierszowane utwory satyryczne oraz teksty piosenek. Wraz z Marianem Załuckim był autorem literatury dziecięcej.

## Publikacje

### Satyra i poezja
- Rym w rym, Kraków 1953
- Półsłówka, Kraków 1955

### Literatura dziecięca (z Marianem Załuckim)
- Małe bajeczki o wielkich zwierzętach, Warszawa 1952
- O dzięciole, pelikanie, żabie, jeżu i bocianie,  Warszawa 1952
- O Antku co wioskę porzucił, Warszawa 1953
- O dwunastu krukach i białym gołąbku, Warszawa 1954
- Raz się z rakiem spotkał rak, Warszawa 1954
- Nasi chłopcy na boisku, Warszawa 1954
- Uszanowanie, panie bocianie, Kraków  1961
- Kilka sportowych wierszy pod tytułem: Kto pierwszy Kraków 1962
- Dziwne przygody płynącej wody, Kraków 1967
- Ananasy z naszej klasy, Kraków 1984